# 周宣
周宣（2世紀—230年代），字孔和，乐安郡（今山东省博兴县）人。三国时曹魏的术士。

## 生平
早年為郡吏，善于占梦。曾给杨沛、刘桢占梦。魏文帝时，任中郎，属太史，為曹丕解梦，阻止其赐死甄姬，但失敗。魏明帝末年去世。

## 延伸阅读
[在维基数据编辑]
 《三國志·卷29》，出自陳壽《三國志》